# Manfred Feldmüller
Manfred Feldmüller (* 22. April 1940, Spitzname: „Maus“) ist ein ehemaliger deutscher Fußballspieler und heutiger -trainer.

## Karriere
Manfred Feldmüller spielte schon in der Jugend beim 1. FC Kaiserslautern und war zu Beginn seiner Karriere Torwart. In der Herrenmannschaft, in die er 1960 aufrückte, bestand ein Überangebot an Torhütern, sodass er auf die Position des Stürmers wechselte. Auf beiden Positionen wurde er in die Südwestauswahl berufen. In seiner ersten Saison in der Oberliga-Mannschaft, 1960/61, erzielte er in 24 Ligaspielen elf Tore. Er führte damit die interne Torschützenliste des FCK unter Trainer Richard Schneider vor Winfried Richter mit neun Toren an. Er hatte am ersten Rundenspieltag, den 14. August 1960, bei einem 1:1 bei Spfrde. Saarbrücken in der Oberliga debütiert. Er stürmte auf Rechtsaußen und erzielte auch den Treffer für Kaiserslautern. Zum sportlichen Höhepunkt entwickelten sich die Pokalspiele 1960/61. In allen vier Spielen im Südwestpokal war er dabei, anschließend auch im DFB-Pokal. Der Angreifer vertrat die Lauterer Farben bei den Erfolgen gegen den Heider SV (2:0), Tasmania Berlin (2:1 n. V.) und auch im Halbfinale beim 2:1-Erfolg bei Spfrde. Hamborn 07. Im Finale am 13. September 1961 in Gelsenkirchen setzte sich aber Werder Bremen mit 2:0 durch. In den folgenden Saisons verringerten sich allerdings seine Einsatzzeiten unter Schneider-Nachfolger Günter Brocker. Am 22. Spieltag der letzten Oberligasaison (1962/63) wurde er noch einmal als Torwart benötigt, als er in der 78. Minute für den verletzten Wolfgang Schnarr einsprang. Zum Meisterschaftserfolg 1963 hatte er in elf Spielen fünf Tore beigesteuert.
Nach Einführung der Bundesliga absolvierte er noch ein Spiel für den FCK in der Saison 1963/64, ehe er zum ambitionierten Amateurverein SV Alsenborn wechselte. Zunächst wurde er jedoch nach Rückgabe seines Profivertrags für 18 Monate gesperrt. Mit Alsenborn stieg er 1964/65 als Meister der 1. Amateurliga Südwest in die zweitklassige Fußball-Regionalliga Südwest auf. Er gehörte den SVA-Meistermannschaften der Jahre 1968, 1969 und 1970 an. In den drei Aufstiegsrunden zur Bundesliga absolvierte er 22 Spiele und erzielte acht Tore. Der Aufstieg wurde allerdings letztendlich nicht erreicht. Insgesamt stehen für Feldmüller in der Regionalliga Südwest von 1965 bis 1970 141 Ligaspiele mit 45 Toren in der Statistik.
Beruflich war Feldmüller u. a. fünf Jahre in China tätig. Er kehrte 2010 nach Deutschland zurück und war danach Trainer des Kreisligisten TuS Landstuhl.

## Statistik
| Liga                          | Spiele (Tore) |
| ----------------------------- | ------------- |
| Bundesliga (I)                | 01 0(0)       |
| Oberliga (I)                  | 052 (23)      |
| Regionalliga (II)             | 141 (45)      |
| Wettbewerb                    |               |
| DFB-Pokal                     | 08 0(1)       |
| Aufstiegsrunde zur Bundesliga | 022 0(8)      |